# Seconda B
Pour plus de détails, voir Fiche technique et Distribution.
Seconda B est un film italien réalisé par Goffredo Alessandrini et sorti en 1934.

## Synopsis
Un collège de jeunes filles durant l'année scolaire 1911-1912. Un professeur de sciences naturelles, Monti, éprouve des difficultés à maintenir la discipline dans sa classe. Il est également amoureux de la professeur de gymnastique.

## Fiche technique
- Titre du film : Seconda B
- Réalisation : Goffredo Alessandrini
- Scénario : G. Alessandrini et Umberto Barbaro
- Photographie : Carlo Montuori - Noir et blanc
- Format : 1,37 : 1
- Musique : Antonio Antonini
- Décors : Gastone Medin
- Montage : Giorgio Simonelli
- Production : I.C.A.R.
- Pays d'origine :  Royaume d'Italie
- Durée : 78 minutes (métrage : 2 146 m)
- Sortie : 1934

## Distribution
- Sergio Tofano : Professeur Monti
- Dina Perbellini : Vanni, la professeur de gymnastique
- Maria Denis : Marta Renzi
- Cesare Zoppetti : le proviseur
- Ugo Ceseri : le député Renzi
- Umberto Sacripante : le gardien
- Alfredo Martinelli : un professeur
- Amina Pirani Maggi  :

## Autour du film
- D'une façon inédite, s'est constitué, durant l'Italie fasciste, un genre cinématographique : le film de collège. Privé, huppé et essentiellement féminin, l'institution décrite est « un monde clos propice à une réflexion sur les classes sociales et sur l'autorité [...], tout autant qu'au marivaudage, voire à l'expression d'un érotisme diffus. [...] Seconda B est le triomphe d'une seconde variante : le film de collège nostalgique », écrit Jacques Lourcelles[1].
- « À dose infinitésimale, passe dans le film de collège un peu de l'interdit (et du non-dit) du cinéma italien de l'époque. C'est un divertissement exutoire », note encore J. Lourcelles[2]. Le réalisateur Goffredo Alessandrini attribuait, pour sa part, le succès de Seconda B à l'accueil public reçu en Italie par le film allemand, Jeunes filles en uniforme (1931)[3].